# Diamesa clavata
Diamesa clavata är en tvåvingeart som beskrevs av Edwards 1933. Diamesa clavata ingår i släktet Diamesa och familjen fjädermyggor.
Artens utbredningsområde är Northwest Territories, Kanada. Inga underarter finns listade i Catalogue of Life.